# ジュナイナ
ジュナイナ（El Geneina, アラビア語: الجنينة, Al-Junaynah）は、スーダン西部西ダルフール州の州都。人口は134,264人（2008年国勢調査）。ハルツームから西南西へ1,200km、チャド国境附近にある。ダルフール紛争が深刻化しているダルフールの主要都市の1つであり、国内避難民が集中している都市の1つでもある。

## 歴史
- 2021年4月 - マサリート人とアラブ系部族との間で武力衝突が発生。132人以上が死亡した[2]。

## 地理
標高の高いマーラ山地の西方にある。東にワジが通り、南東にワジの合流点がある。

## 交通
スーダンとチャドを結ぶ幹線道路が市内を通る。ダルフール西部の交通の要衝である。町の北東にジュナイナ空港がある。